# Patrice Mourier
Patrice Mourier (Lyon, 10 de abril de 1962) es un deportista francés que compitió en lucha grecorromana. Ganó dos medallas en el Campeonato Mundial de Lucha, oro en 1987 y bronce en 1990, y dos medallas en el Campeonato Europeo de Lucha, oro en 1990 y bronce en 1987.

## Palmarés internacional
| Campeonato Mundial | Campeonato Mundial         | Campeonato Mundial | Campeonato Mundial |
| Año                | Lugar                      | Medalla            | Categoría          |
| ------------------ | -------------------------- | ------------------ | ------------------ |
| 1987               | Clermont-Ferrand (Francia) | Medalla de oro     | 57 kg              |
| 1990               | Ostia (Italia)             | Medalla de bronce  | 57 kg              |
| Campeonato Europeo |                            |                    |                    |
| Año                | Lugar                      | Medalla            | Categoría          |
| 1987               | Tampere (Finlandia)        | Medalla de bronce  | 57 kg              |
| 1990               | Poznań (Polonia)           | Medalla de oro     | 57 kg              |